# Universidad de Petróleo y Gas de Ploiești
Universidad de Petróleo y Gas de Ploieşti (Universitatea Petrol-Gaze,UPG) es una universidad pública en Ploieşti, Rumania. Fundada en 1948 bajo el nombre de Instituto del Petróleo y Gas, en respuesta a la creciente industrialización en Rumania y la falta de educación de alto nivel en los campos de petróleo y gas, ganó rápidamente el estatus de universidad, cambiando así su nombre a la real en 1993 y que se extiende con nuevas facultades y departamentos en el campo de las ciencias económicas y las humanidades. La estructura académica del UPG incluye 5 facultades: Facultad de Ingeniería de Petróleo y Gas, Facultad de Ingeniería Mecánica y Eléctrica, Facultad de Tecnología del Petróleo y Petroquímica, Facultad de Ciencias Económicas y Facultad de Letras y Ciencias.